# Kees Spoor
Cornelis Rudolf Hendrik (Kees) Spoor (Den Haag,  2 augustus 1867 - Heemstede, 22 februari 1928) was een Nederlands kunstschilder, tekenaar, etser en boekbandontwerper.

## Leven en werk
Spoor was een zoon van de acteur Kees Spoor (1826-1896) en Maria van der Groen. Hij werkte in Den Haag, Rijswijk (Zuid-Holland), Haarlem, Amsterdam, en daarna in Heemstede. Hij volgde een opleiding aan de Kunstnijverheidsschool Quellinus in Amsterdam afdeling decoratieschilderen en de Rijksakademie van beeldende kunsten in Amsterdam, hij was daar leerling van August Allebé, Willem Maris en Barend Wijnveld.
Hij maakte schilderijen en tekeningen van kinderen, landschappen, portretten, dieren, poezen, vogels, stadsgezichten en illustreerde en ontwierp boekbanden voor het beroemde prentenboek naar Struwwelpeter (H. Meulenhoff 1905) en Onze oude Versjes (H. Meulenhoff 1906).
Kees Spoor overleed op 60-jarige leeftijd en werd begraven op de Algemene Begraafplaats aan de Herfstlaan in Heemstede. Hij was de grootvader van televisieregisseur Rudolf Spoor.

## Tekeningen voor Piet de Smeerpoets (1905)

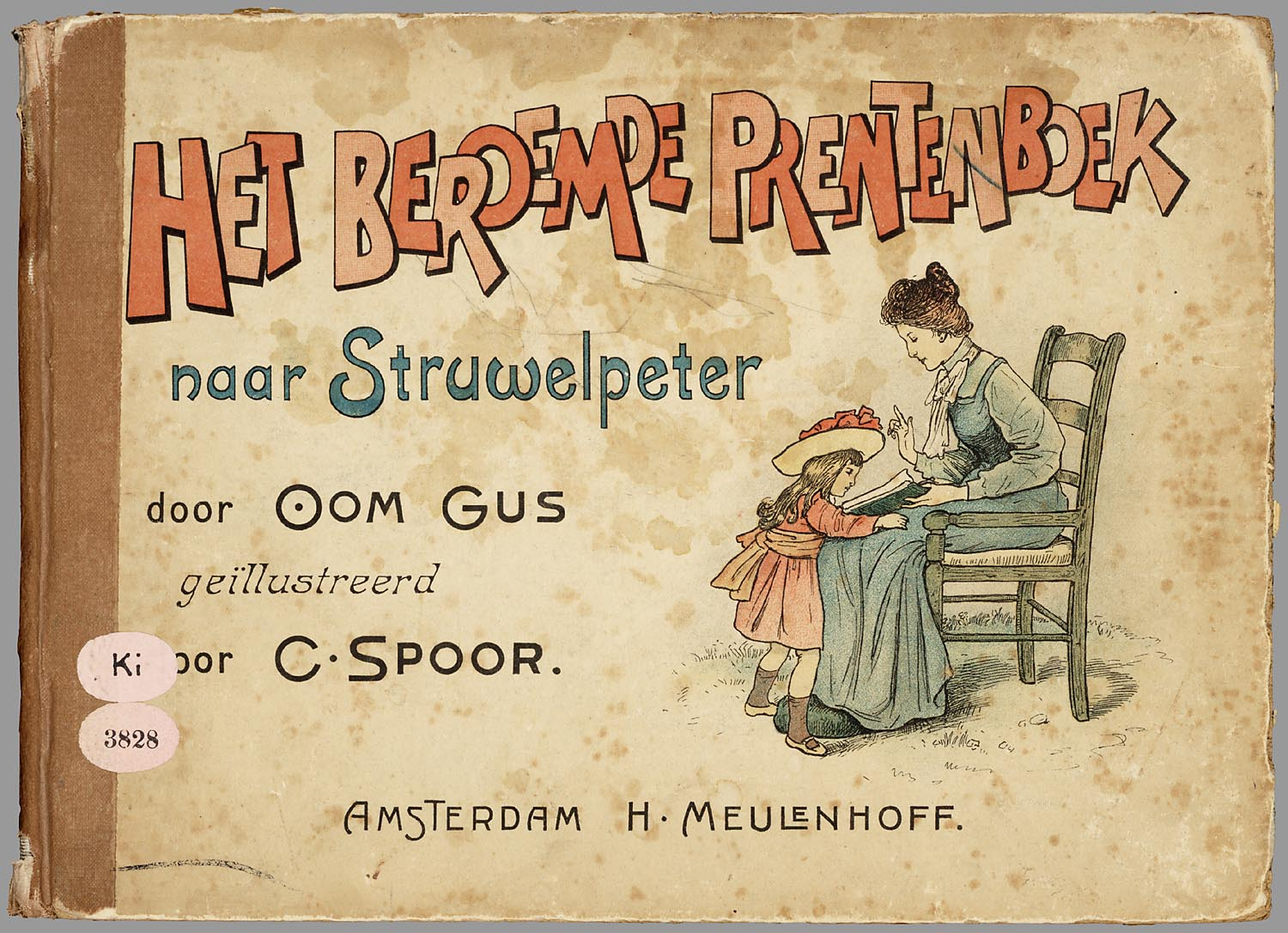
Het beroemde prentenboek naar Struwelpeter (boekband)
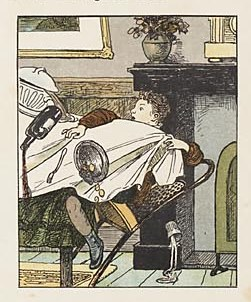
Wip-Flip
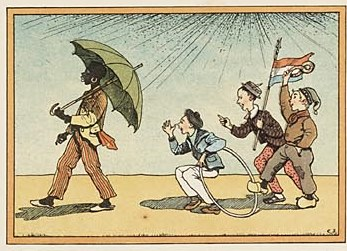
De zwarte jongens
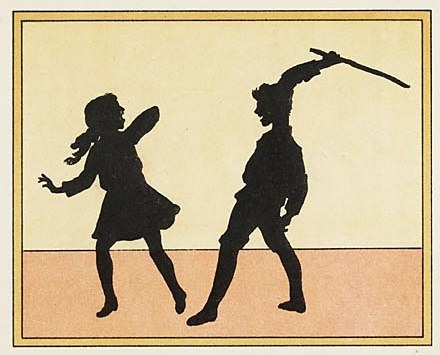
Klaas de plaaggeest